# 相撲教習所

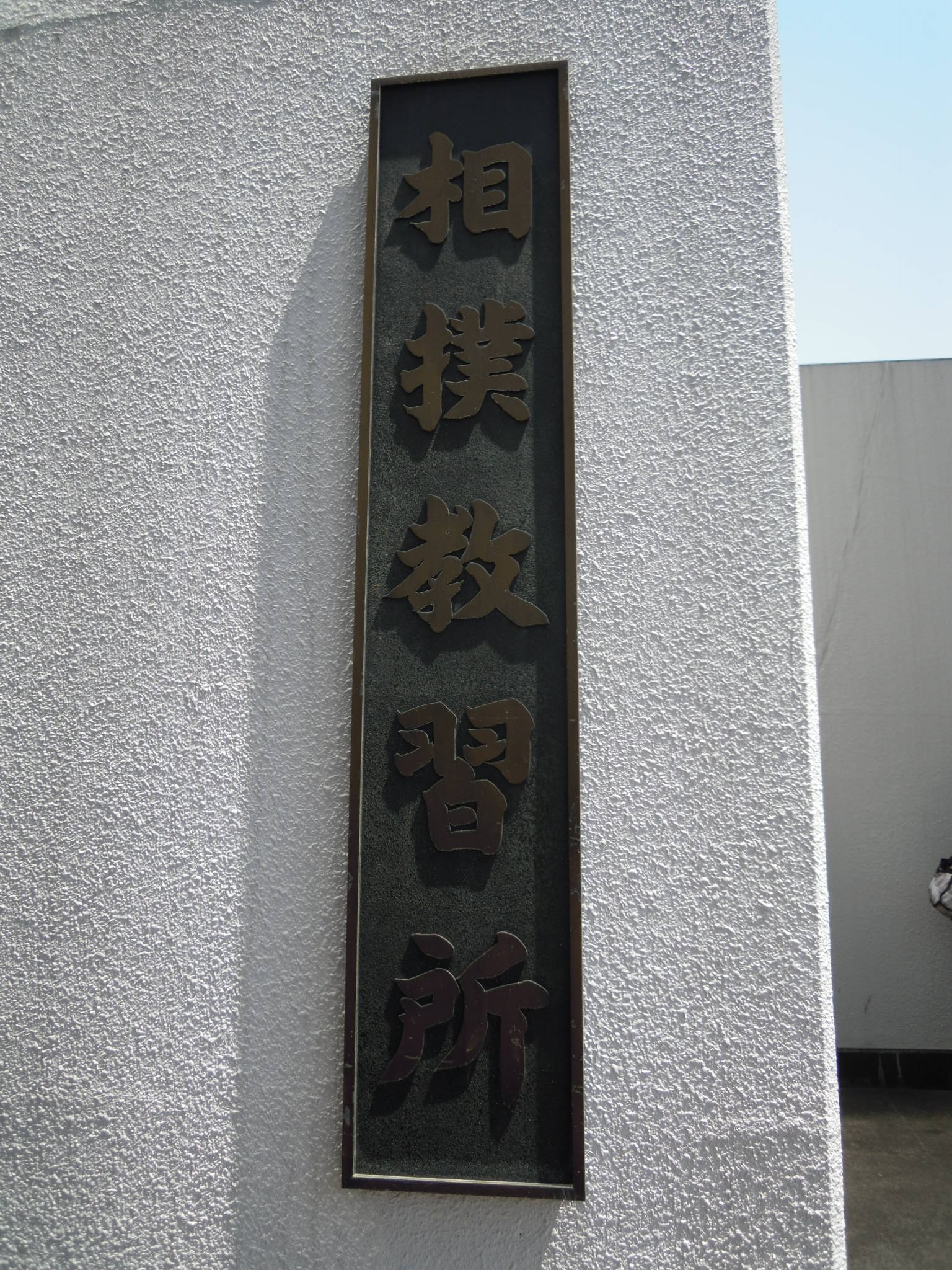
相撲教習所の看板

相撲教習所（すもうきょうしゅうじょ）は、公益財団法人日本相撲協会が、新たに入門した力士を指導教育する施設である。
相撲教習所の目的は、相撲の基本を習得させ、相撲部屋での稽古に耐える体力・気力を養うこと等である。設備としては3面の稽古土俵および講義室からなる。1957年10月に当時の蔵前国技館内に開設され、1984年12月に現在の両国国技館が落成すると、国技館敷地内の向正面側に移転した。

## 概説
設立の背景には、1925年に協会が寄附行為に定めた「相撲専修学校」の設立が、1957年に至っても実現しないままであることを国会で追及されたことがあった。この質疑では公益法人たる協会の性質及び寄附行為の文面上から、質問した議員や参考人として出席した天竜・阿久津川らは「相撲専修学校」とは指導者養成機関であるとの前提で質疑を進めたが、協会を代表して答弁に立った武蔵川は力士養成機関との認識を示した。武蔵川の認識は天竜から「ピントがずれている」と批判されたが、のちの協会改革で武蔵川はあくまで力士養成にこだわり、新弟子教育のための機関として相撲教習所が開設された。
ここでは大相撲に入門した力士が半年間、相撲の実技及び教養を学ぶ。なお、幕下または三段目付出の形で入門した力士は教習内容の一部が免除される。教養の授業は行司や呼出も一緒に受講することもある。
幕下付出力士の中でも入門から半年以内に関取昇進を果たした者はその時点で教習所通いを免除される。ただし遠藤聖大は初土俵から所要2場所目で十両昇進を果たしたにもかかわらず、師匠である追手風の意向に従いその特権を行使せず2013年9月の卒業まで通常通りに教習所の課程を修めた。また、翌2014年には、遠藤と同様に所要2場所で逸ノ城駿が十両昇進を果たし、外国出身者で初めて教習所卒業前に関取昇進を果たしたが、遠藤に倣って特権を行使しない意向を示し、卒業まで通い続けた。
なお、関取特権として受講義務を免除された時点で卒業扱いと言うわけではなく、遠藤や逸ノ城と同じく幕下付出デビューから所要2場所で関取昇進を果たした尾曽武人（武双山正士）は入門から半年後の卒業まで相撲教習所に籍を置いており、相撲教習所の卒業式にも出席した。それ以降ある時期から3期半年の履修が必須となったが、矢後太規は残り1期2か月の履修を免除されただけでなく繰り上げで正式に卒業。落合哲也（伯桜鵬哲也）は幕下15枚目格付出の場所（2023年1月場所）で関取昇進を決めたが入所式には出席。史上初の関取としての入所という格好となり、「教習所を一緒にやっていく仲間だと思っています。一緒に稽古したい」と関取特権を行使せずに半年間の受講を行う意向を示した。
また外国人力士は1年間在籍する。多くの外国人力士は、日本に来てすぐ相撲部屋に入り、ここで指導を受けることが多い。そのため、まだ日本語を覚えていない外国人力士は多くの場合ここで日本語を覚える。まだ日本語がわからない力士にも、通訳などがつくことは基本的にない。しかし、指導の親方が日本語で指導する時には、ジェスチャーと外国語を織り交ぜて指導するため、ほとんどの力士は相撲のとり方などを理解することができる。

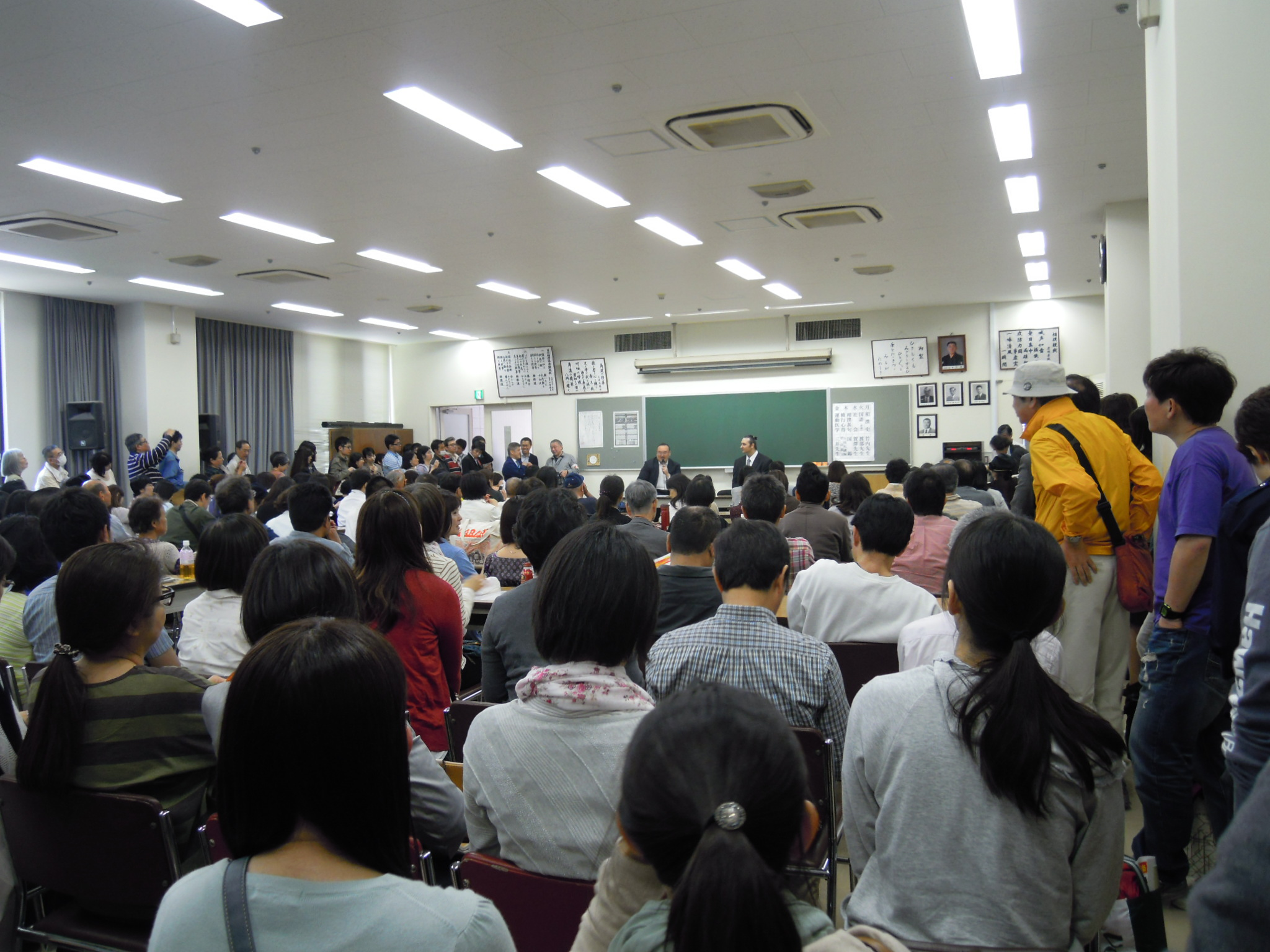
超満員となったファン対象のトークイベント中の教室

この教習所は公益財団法人としての相撲文化の継承・普及のための施設でもある。アマチュア相撲の講習会等で使用されるほか、東京での本場所の前に行われる横綱審議委員会稽古総見も一般公開されない場合はこの相撲教習所内の土俵で行われている。
2004年からは、中卒又は高校中退で入門した力士のためにNHK学園高等学校（開始時は日本放送協会学園高等学校）のスクーリング会場も設けられているほか、2011年からは東京場所終了後に自立就職支援相談室の窓口が開設されるなど、力士引退後のセカンドキャリア支援の拠点にもなっている。
東京での本場所直前の時期には、相撲教習所配属の親方を中心にファン対象のイベントが開かれることがある。このため、年に数回ほど、相撲教習所の教室が一般開放されている。

## 課程
基本的に平日の朝7時より正午ごろまで開講され、前半は実技、後半は座学となっている。
実技では、四股、鉄砲、股割り、すり足等相撲の基本動作を学ぶ。また実力別にクラス分けが行われ、三面ある土俵でのぶつかり稽古等も行われる。教習所担当の年寄及び現役力士（おもに古参の幕下・三段目の力士）が指導員となる。
座学では、曜日ごとに相撲の歴史・一般常識・国語（書道・作文）・相撲甚句・運動医学・スポーツ生理学等の教養を学ぶ。大学教員等の有識者を講師に招き、また力士が寝ているときに竹刀で力士をたたき起こす「竹刀係」という者もいる。
一日の課程が終わると、食事・入浴・掃除の後、最後に日本相撲協会錬成歌（事実上の校歌、作詞：永男・作曲：甲斐靖文）を合唱して解散となる。食事は体作りの意味合いもあるため、基本的に食べ放題。
在籍期間は半年間となっているが、本場所開催中及びその前後の期間は開講されないため、実際に通学するのは約3か月程度である。卒業時の成績により「皆勤」「優等」「精励」「特別」の4つの表彰があり、出席が足りなければ落第もありうる。

## 現在の教習所担当年寄
2025年2月1日現在
| 役職         | 年寄名 | 最高位・四股名 | 所属部屋     | 備考 |
| ------------ | ------ | -------------- | ------------ | ---- |
| 相撲教習所長 | 芝田山 | 横綱・大乃国   | 芝田山部屋   | 理事 |
| 相撲教習所員 | 甲山   | 前頭11・大碇   | 伊勢ノ海部屋 | 委員 |
| 相撲教習所員 | 間垣   | 前頭5・石浦    | 伊勢ヶ濱部屋 | 年寄 |
| 相撲教習所員 | 荒磯   | 関脇・琴勇輝   | 佐渡ヶ嶽部屋 | 年寄 |
| 相撲教習所員 | 北陣   | 前頭8・天鎧鵬  | 尾上部屋     | 年寄 |

相撲教習所担当の年寄、あるいは配属された経験のある年寄は本場所では決まり手係を担当する。

## 相撲教習所歴代所長
相撲教習所の所長は日本相撲協会の理事に選出された年寄が代々務めている。
- 初代：春日野剛史（第27代横綱・栃木山）：1957年10月 - 1958年1月
- 2代：立浪政司（第36代横綱・羽黒山）：1958年2月 - 1968年1月
- 3代：二所ノ関勝巳（元大関・佐賀ノ花）：1968年2月 - 1970年1月
- 4代：立浪治（元関脇・羽黒山）：1970年2月 - 1974年1月
- 5代：出羽海智敬（第50代横綱・佐田の山）：1974年2月 - 1976年1月
- 6代：立浪治[注釈 4]（元関脇・羽黒山）：1976年2月 - 1978年1月
- 7代：伊勢ヶ濱忠雄（元大関・清國）：1978年2月 - 1982年1月
- 8代：春日山貴佑（元前頭筆頭・大昇）：1982年2月 - 1986年1月
- 9代：高砂浦五郎（第46代横綱・朝潮）：1986年2月 - 1988年10月（死去）
- 10代：時津風勝男（元大関・豊山）：1988年10月 - 1990年1月
- 11代：高砂浦五郎（元小結・富士錦）：1990年2月 - 1994年1月
- 12代：大鵬幸喜（第48代横綱・大鵬）：1994年2月 - 1996年1月
- 13代：木村瀬平（元前頭9枚目・清ノ森）：1996年2月 - 1998年1月
- 14代：境川尚[注釈 5]（第50代横綱・佐田の山）：1998年2月 - 2000年1月
- 15代：若藤敏郎（元前頭筆頭・和晃）：2000年2月 - 2006年1月
- 16代：友綱隆登（元関脇・魁輝）：2006年2月 - 2010年1月
- 17代：貴乃花光司（第65代横綱・貴乃花）：2010年2月 - 2010年8月
- 18代：武蔵川晃偉（第57代横綱・三重ノ海）：2010年8月 - 2012年2月
- 19代：出羽海義和[注釈 6]（元関脇・鷲羽山）：2012年2月 - 2014年4月（停年退職）
- 20代：友綱隆登[注釈 7]（元関脇・魁輝）：2014年4月 - 2016年3月
- 21代：山響謙司（元前頭筆頭・巌雄）：2016年3月 - 2020年3月
- 22代：花籠忠明（元関脇・太寿山）：2020年3月 - 2024年3月
- 23代：芝田山康（第62代横綱・大乃国）：2024年3月 -